# Paektusan
Paektusan (coreeană: 백두산, 白頭山, baekdusan; chineză: 长白山, Changbai shan) este cel mai înalt munte din masivul Changbai.

## Date generale
Înălțimea diferă după rezultatele măsurătorilor între 2.744 m și 2.750 m. Muntele se află la granița dintre China și Coreea de Nord în provinciile Jilin și respectiv Ryanggang-do. Paektusan este cel mai înalt munte din Manciuria și din Coreea. Muntele este de origine vulcanică, ultima sa erupție a avut loc în 1903. Caldera sa actuală s-a format la ultima mare erupție care a avut loc în urmă cu 1.000 de ani (960 d.Cr. ± 20 ani) și a avut intensitatea 7, în timpul erupției a expulzat 96 km3 material vulcanic. În prezent în craterul vulcanului se o calderă în care s-a acumulat apa unui lac numit Tiānchí, sau „Cheonji” (în traducere „Lacul Cerului”). Lacul are lungimea malurilor de 12–14 km și o adâncime de 384 m. Cu toate că el este alimentat de două izvoare termale din cauza altitudinii este unul dintre lacurile cele mai reci din lume.

## Clima
Vremea pe munte poate fi foarte neregulată, uneori chiar severă. Temperatura medie anuală la vârf este de -8.3 °C.